# Traité des Huit Chapitres
Le Traité des Huit Chapitres (hébreu : שמונה פרקים לרמב"ם chmona prakim laRamba"m) constitue la préface de Moïse Maïmonide à son commentaire des Maximes des Pères. Rédigé en judéo-arabe, il opère la synthèse de l'éthique d'Aristote et de la morale juive traditionnelle. 
Le Traité des Huit Chapitres jouit d’un statut privilégié dans la littérature philosophique maïmonidenne car, contrairement au Guide des Égarés, il a échappé aux controverses et intégré sans difficulté les bibliothèques traditionnelles.

## Résumé
Tout homme, selon Maïmonide, serait appelé à la vocation prophétique qui représente l'essence même de l'homme. Mais les élus qui réalisent ce programme existentiel sont en nombre infime car de nombreux obstacles se dressent sur ce chemin qui mène à l'existence de Dieu. Ce traité a pour projet de lever ces obstacles en examinant l'âme humaine dans ses faiblesses et ses qualités.